# Строка подключения
Строка подключения (англ. Connection string) это строка, которая содержит информацию, необходимую ODBC драйверу/OLE DB провайдеру для подключения к источнику данных. В качестве источника данных могут выступать базы данных, файлы с данными.
Строка подключения состоит из набора пар «ключевое слово» — «значение», разделенных точками с запятыми(;). Каждое ключевое слово соединено с соответствующим ему значением знаком равенства (Пример: Key1=Value1;Key2=Value2;Key3=Value3;).

## Правила написания строк подключения[1]
- Все пробелы в строке подключения игнорируются, кроме пробелов, заключенных в кавычки.
- В случае, когда точка с запятой (;) является частью значения, она должна быть отделена кавычками (") (Пример: Extended Properties="text;HDR=Yes;FMT=Delimited").
- Если значение начинается с кавычки ("), используются одинарные кавычки (').
- И наоборот, в случае, если значение начинается с одинарной кавычки ('), используются двойные кавычки (").
- Ключевые слова к регистру нечувствительны.
- В случае, когда пара KEYWORD=VALUE встречается больше одного раза, используется последнее значение.
- Если ключевое слово PROVIDER встречается в строке несколько раз, используется его первое значение.
- Если ключевое слово содержит знак равенства (=), его записывают как двойной знак равенства (==).

## Примеры
Строка подключения к базе данных 'sakila' MySQL сервера 'localhost' с помощью MySQL ODBC 5.1 драйвера для пользователя 'Robin' с паролем 'Red'.
```
  Driver={MySQL ODBC 5.1 Driver};Server=localhost;Database=Sakila;User=Robin;Password=Red;  
```

Строка подключения к SQL Server 2008 c IP адресом 192.168.1.125 с помощью .NET Data Provider for SQL Server 2008:.
```
  Data Source=192.168.1.125,1433;Network Library=DBMSSOCN;Initial Catalog=yourDataBase;User ID=yourUsername;Password=yourPassword;  
```